# Centroclisis somalina
Centroclisis somalina is een insect uit de familie van de mierenleeuwen (Myrmeleontidae), die tot de orde netvleugeligen (Neuroptera) behoort. 
Centroclisis somalina is voor het eerst wetenschappelijk beschreven door Navás in 1935.